# Quercus incana
Espèce
Synonymes
- Dryopsila cinerea (Michx.) Raf.[1]
- Dryopsila oligodes Raf.[1]
- Dryopsila verrucosa Raf.[1]
- Quercus brevifolia Sarg.[1]
- Quercus cinerea Michx.[2] [1]
- Quercus heterophylla Raf.[1]
- Quercus ilexoides Raf.[1]
- Quercus incana Roxb.[3]
- Quercus leucotrichophora A. Camus (préféré par GRIN)[3]
- Quercus oligodes Raf.[1]
- Quercus phellos var. brevifolia Lam.[1]
- Quercus verrucosa Raf.[1]

Statut de conservation UICN

 LC  : Préoccupation mineure
Quercus incana est une espèce d'arbustes du sous-genre Quercus et de la section Lobatae. L'espèce est présente aux États-Unis.

## Répartition géographique

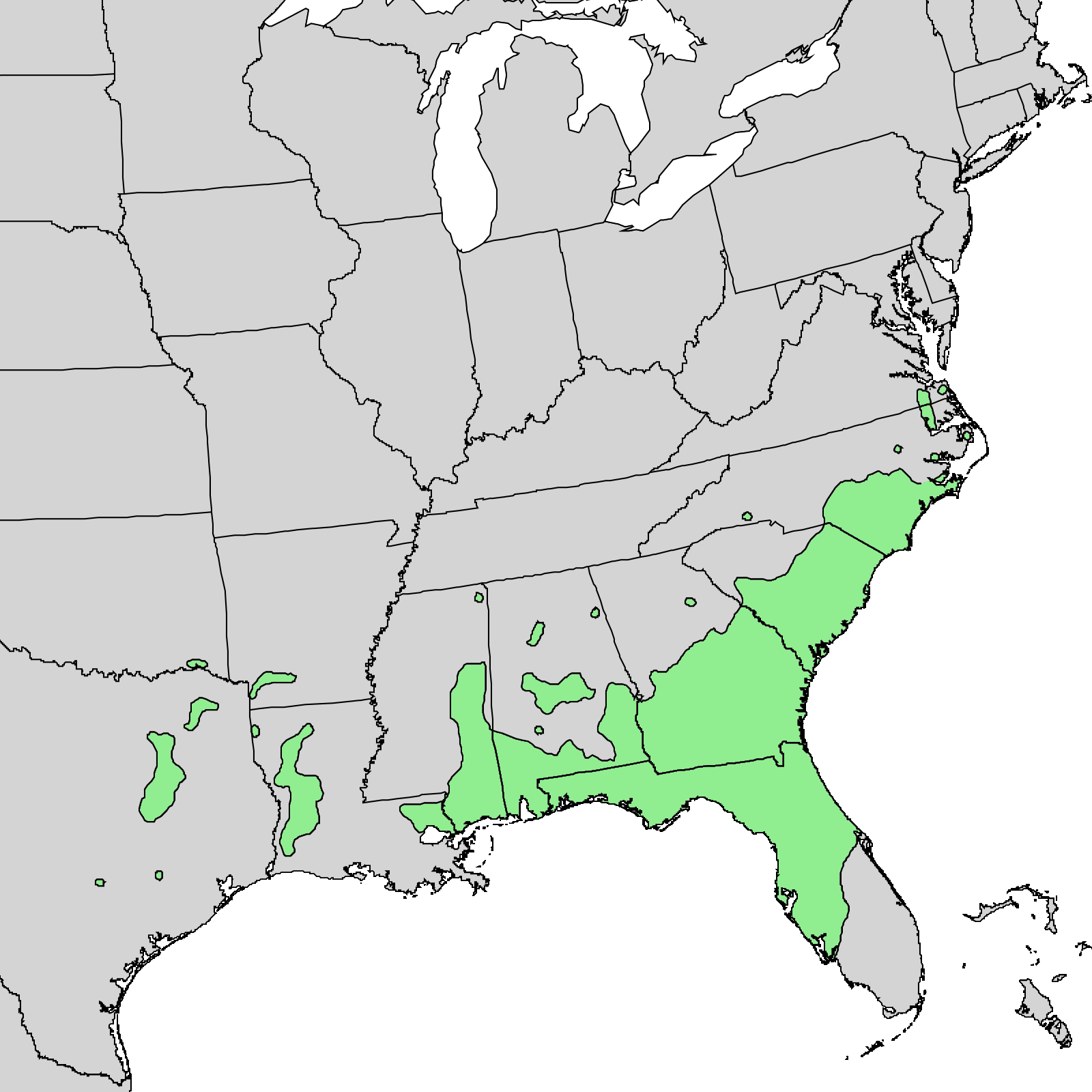
Répartition